# Guillaume-Hugues d'Estaing
Guillaume-Hugues d'Estaing (Étain, c. 1400 - Roma, 28 de octubre de 1455) fue un religioso benedictino francés, participante en el Concilio de Basilea, cardenal del antipapa Félix V en 1444, confirmado por Nicolás V en 1449.

## Biografía

### Primeros años
Guillaume Hugues (mencionado también como Huin, Huyn, Hugon) nació cerca del principio del siglo XV en Étain (Estaing, Stagno), en el Ducado de Bar, hijo del señor de Bloucq Beuvin de Huyn.  
No hay noticias sobre sus primeros años; en 1429 aparece mencionado como doctor en Derecho y en 1434 in utroque iure, probablemente por la Universidad de Lovaina, profeso en la Orden de San Benito, arcediano de la Catedral de Metz y de la de Verdún.

### Carrera eclesiástica
En 1433 se unió al Concilio de Basilea abierto dos años antes como miembro de la comisión para los asuntos de fe; fue uno de los conciliares más activos, desempeñando diversas comisiones a Arras en 1435, Avignon en 1436/37 y Bourges en 1438, y fue uno de los que oponiéndose al pontificado de Eugenio IV eligió como papa a Félix V en 1439.

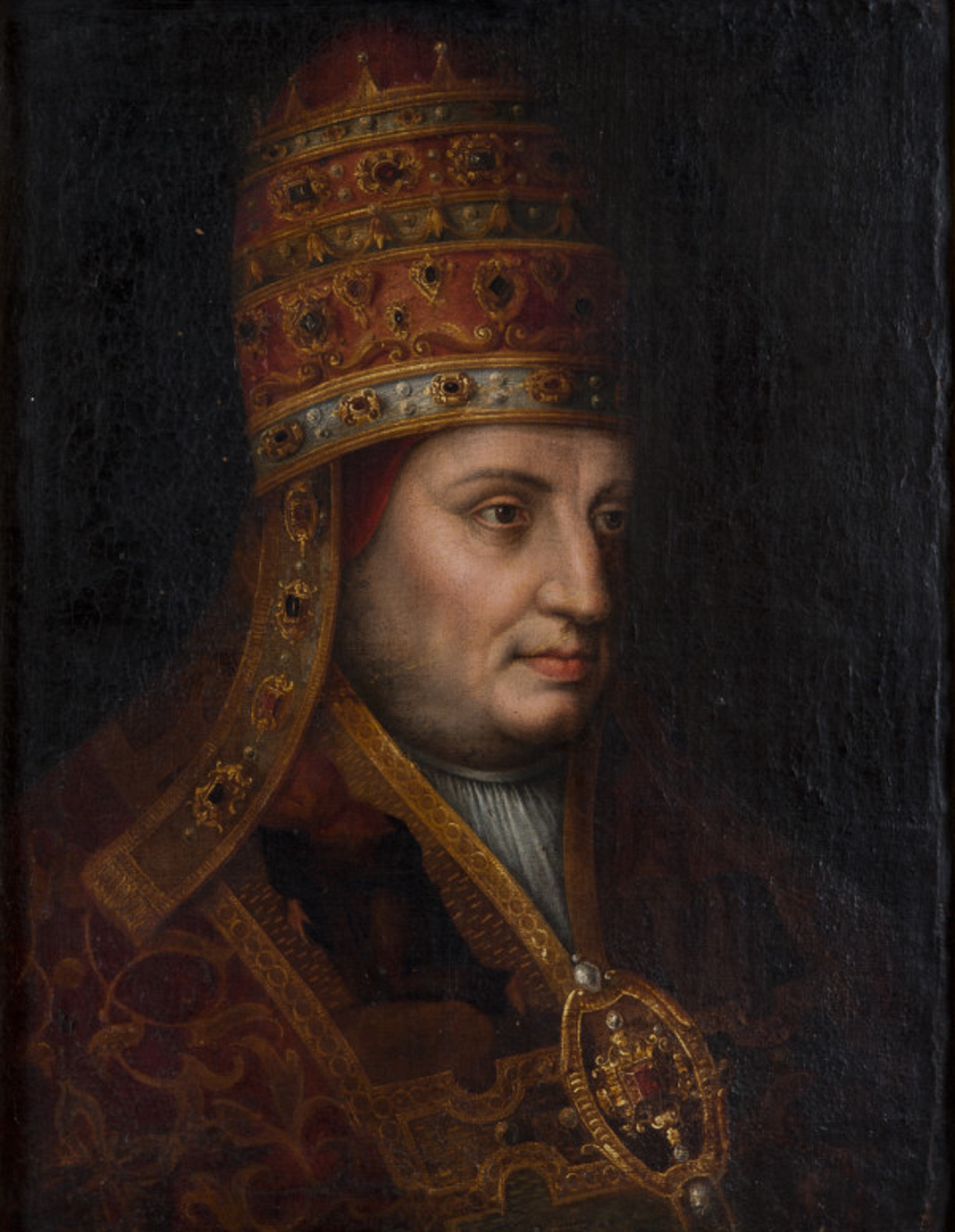
Félix V.

Este pontífice le creó cardenal en el consistorio del 6 de abril de 1444, con título de San Marcelo;  algunos autores mencionan que rehusó la dignidad «por no tener rentas suficientes para sostenerla con decoro».
Tras la abdicación de Felix V, Nicolás V le confirmó como cardenal en diciembre de 1449, concediéndole el título de Santa Sabina.  
Nombrado obispo de Sion en 1451, no pudo tomar posesión de la sede pues el capítulo catedralicio había elegido como tal a Henri Asperlin, y dos años después renunció a la sede. Camarlengo del Colegio Cardenalicio en 1452, este mismo año recibió in commendam la abadía de Saint-Vanne de Verdún y el año siguiente la diócesis de Fréjus.
Su participación en el cónclave de abril de 1455 en el que fue elegido papa Calixto III fue uno de sus últimos actos públicos conocidos.  Muerto en Roma en octubre del mismo año, fue sepultado en la capilla del Rosario de la Basílica de Santa Sabina.